# Lyman Hine
Lyman Northrop Hine (ur. 22 czerwca 1888 w Brooklynie w Nowym Jorku, zm. 5 marca 1930 w Neuilly-sur-Seine) – amerykański bobsleista, srebrny medalista igrzysk olimpijskich.

## Kariera
Największy sukces osiągnął w 1928 roku, kiedy II załoga USA w składzie: Jennison Heaton, David Granger, Lyman Hine, Jay O’Brien i Thomas Doe zdobyła srebrny medal w piątkach na igrzyskach olimpijskich w Sankt Moritz. Był to jego jedyny start olimpijski i zarazem jedyny medal wywalczony na międzynarodowej imprezie tej rangi. Zginął 5 marca 1930 roku w wypadku samochodowym w Paryżu.